# Arthur Conan Doyle
Sir Arthur Conan Doyle (født Arthur Ignatius Conan Doyle 22. maj 1859 i Edinburgh, død 7. juli 1930) var en skotsk læge og forfatter.
Han skabte prototypen på alle moderne detektiver, den uforlignelige Sherlock Holmes, hvis eventyr først blev bragt i The Strand Magazine. Hans detektiv fulgte den videnskabelige metode: Det er en stor fejl at teoretisere, før man har data. Ellers fordrejer man let data, så de passer til teorien.
Ved siden af historierne om Sherlock Holmes skrev han romaner (bl.a. en science fiction serie med videnskabsmanden Professor Challenger (en) som hovedperson; nanvlig romanen Den forsvundne verden (1912) er filmatiseret flere gange) samt den historiske roman Sir Nigel (en), der foregår i Hundredårskrigens første faser. Flere af Conan Doyles romaner og noveller er ikke oversat til dansk.
Conan Doyle forsøgte forgæves at få tilladelse til at deltage i Boerkrigen, men blev afvist pga. alder, men han bidrog som frivillig kirurg.
Forfatteren benyttede sin popularitet til at stille op til Parlamentet for det Konservative Parti.[kilde mangler]
Doyle blev udnævnt til Deputy Lieutenant of Surrey, en æresstilling for fremtrædende medlemmer af lokalsamfundet.
På sine ældre dage helligede Conan Doyle sig helt den overnaturlige verden og brugte sin tid og formue på at overbevise andre om det overnaturlige, ofte til skade for hans ry.[kilde mangler] Conan Doyle udgav i 1922 bogen The Coming of the fairies, hvori han talte for eksistensen af feer ud fra et sæt fotografier, der skulle vise billeder af disse væsener.
Conan Doyle var i 36 år medlem af Society for Psychical Research (en), da han døde i en alder af 71 år. Han skrev 10 bøger om spiritisme, og selv hans gode ven Harry Houdini, som forsagede al spiritisme som tricks, blev af Doyle anset for at være et medie, hvilket bragte venskabet til ende.[kilde mangler]
Arthur Conan Doyle er begravet ved kirken i Minstead (en).